# Felicián Jozef Môcik

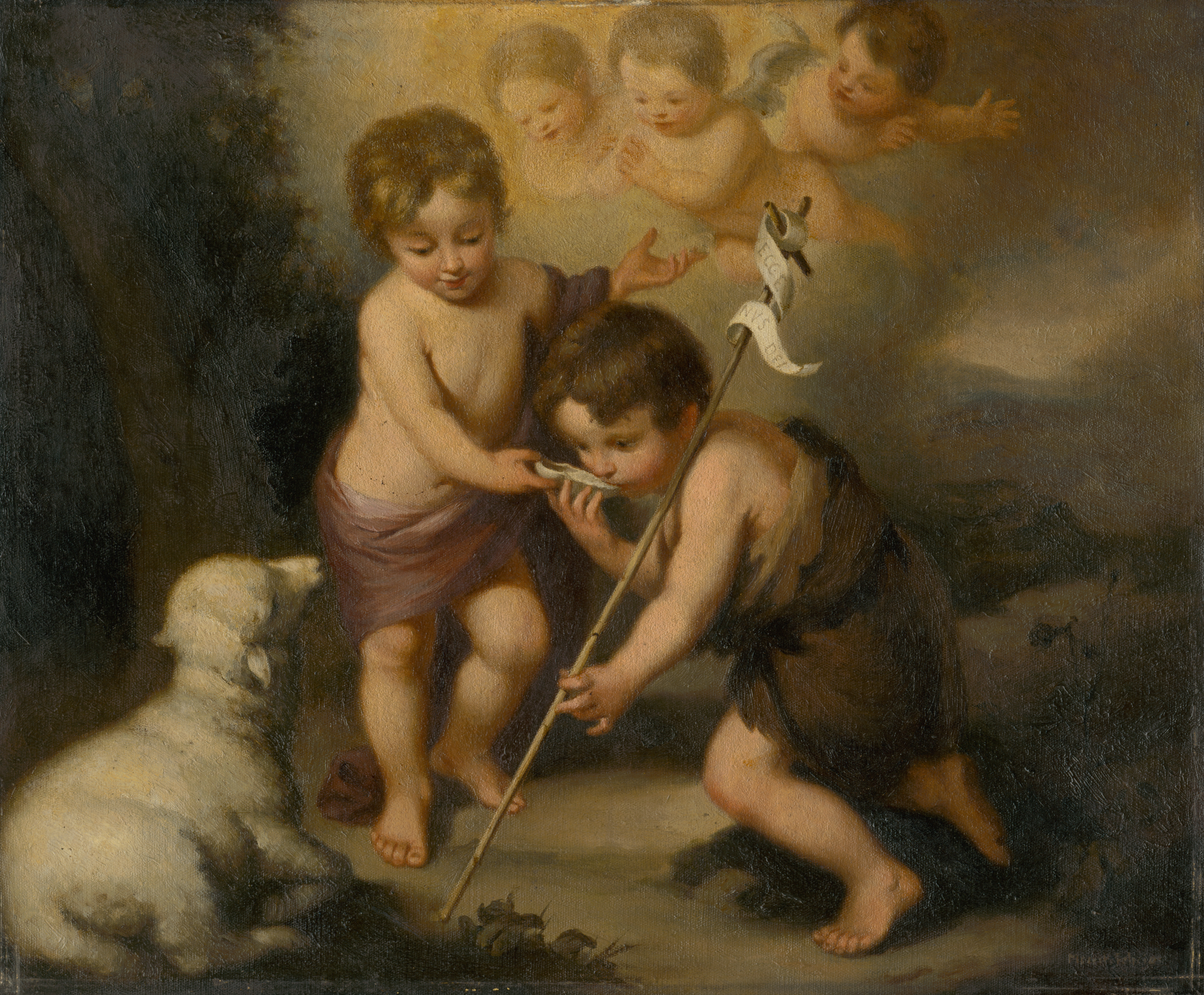
Obraz Feliciána Môcika – Malý Ježíšek se svatým Janem Křtitelem

Felicián Jozef Môcik, narozen jako Jozef Môcik, někdy psán německy Felizian Josef Moczik (9. září 1861 Banská Štiavnica – 18. srpna 1917 Prešpurk/dnes Bratislava), byl slovenský františkánský řeholník, varhaník, sbormistr a malíř. Byl jeden z prvních učitelů Franze Schmidta.

## Život
Jozef Môcik se narodil v Banské Štiavnici a původně se učil na stolaře. V roce 1883 vstoupil do františkánského řádu a přijal řeholní jméno Felicián. Hře na varhany se Môcik naučil v prešpurském františkánském klášteře, kde poté působil jako varhaník a kantor. Zde předával jako jeden z prvních učitelů základy hudební teorie později slavnému skladateli Franzi Schmidtovi. Funkci varhaníka u františkánů složil v roce 1893, kdy byl vysvěcen na kněze. Pak postupně působil v Malackách, v Budapešti (tam krátce navštěvoval konzervatoř a výtvarnou akademii) a nakonec se vrátil zpět do Prešpurku. Tam také založil a vedl chlapecký sbor, který dosáhl značného věhlasu a vystupoval dokonce i v bazilice sv. Petra před papežem Piem X. V roce 1896 z řádu po zpřísnění regulí vystoupil a nadále působil jen jako diecézní kněz v prestižní funkci domácího kaplana (Hauskaplan) arcivévody Bedřicha s titulem konzistorního rady ostřihomské arcidiecéze.
Působil také jako odborník na stavby varhan. S varhanářem Antonem Schönhoferem starším měl dlouholeté spory, které eskalovaly 16. srpna 1917. Když šel ráno Môcik sloužit do kostela při konventu sester voršilek ranní mši, zaútočil na něj přímo před kostelem varhanář nejprve palicí, následně dýkou. Po bodnutí do břicha se Môcik dostal do péče lékařů v nemocnici milosrdných bratří, později byl operován v státní nemocnici, ale přesto na následky zranění pater Felicián o dva dny později zemřel. Pohřben byl na Ondřejském hřbitově. V květnu 1923 mu byla v konventním kostele voršilského kláštera odhalena pamětní deska od Alojze Rigeleho.
Věnoval se nejen hudbě, ale byl i amatérský malíř, maloval zejména krajiny, ale i náboženské motivy. Jeho díla jsou v majetku bratislavského městského muzea a slovenské národní galerie.
Franz Schmidt o něm ve své autobiografii napsal: „měl na můj umělecký i lidský vývoj nejtrvalejší a nejhlubší vliv.“